# Izcuchaca (distrito)
Izcuchaca é um distrito do Peru, departamento de Huancavelica, localizada na província de Huancavelica.

## Transporte
O distrito de Izcuchaca é servido pela seguinte rodovia:
- HV-125, que liga a cidade de Moya ao distrito de Huando
- HV-100, que liga a cidade ao distrito de Conayca
- HV-124, que liga a cidade ao distrito de Pampas
- PE-3S, que liga o distrito de La Oroya à Ponte Desaguadero (Fronteira Bolívia-Peru) - e a rodovia boliviana Ruta 1 - no distrito de Desaguadero (Região de Puno)
- PE-3SM, que liga o distrito de Marcas à cidade
- PE-26, que liga o distrito de Chincha Alta (Região de Ica) à cidade [1][2][3]